# Every Face Has a Name
Every Face Has a Name är en svensk svartvit dokumentärfilm från 2015 i regi av Magnus Gertten. Filmen skildrar krigsfångar och överlevande från Förintelsen som anlände till Malmö den 28 april 1945. Händelsen filmades av svenska nyhetsfotografer och i Every Face Has a Name får de överlevande se dessa bilder för första gången.

## Om filmen
Filmen gick först under namnet Reel SF 2770. Därefter valdes Every Face Has a Name för att sedan ersättas av April 28 – Every Face has a Name. Slutligen bestämdes att filmen skulle kallas Every Face Has a Name. Filmen producerades av Lennart Ström och  Magnus Gertten för det Malmöbaserade produktionsbolaget Auto Images AB. Filmen samproducerades med Sveriges Television AB, DHF, Film i Skåne och IKON (Interkerkelijke Omroep Nederland). Den mottog produktionsstöd från Stiftelsen Svenska Filminstitutet, Film i Skåne, The MEDIA Programme of the European Union, Nordisk Film- och TV-fond, Midtnorsk Filmsenter AS, Malmö Stad och Konstnärsnämnden. Den distribueras av Auto Images AB.
Every Face Has a Name spelades efter ett manus av Gertten och Jesper Osmund. Den fotades av Adam Makarenko, Caroline Troedsson, Gustaf Boge (arkivfoto från kortfilmen Vittnesbördet 1945), Arne D. S. Haldorsen, Sven Lindahl, Tony Miller, Mattias Olsson, Magnus Rutberg, Jacek Szymański och Ita Zbroniec-Zajt. Den klipptes samman av Osmund. Musiken komponerades av Hans Appelqvist.
Filmen premiärvisades den 29 januari 2015 på Göteborgs filmfestival. Den hade svensk biopremiär den 20 februari 2015 och den 6 mars 2015 visades den på Tempo dokumentärfestival i Stockholm.

## Mottagande
Filmen har medelbetyget 3,9/5 på Kritiker.se, baserat på fyra recensioner.

## Priser och nomineringar
| År   | Festival                          | Kategori                               | Resultat  |
| ---- | --------------------------------- | -------------------------------------- | --------- |
| 2015 | Göteborgs filmfestival            | Dragon Award/Bästa nordiska dokumentär | Nominerad |
| 2015 | Göteborgs filmfestival            | Svenska Kyrkans Angelospris            | Vann      |
| 2015 | Thessaloniki Documentary Festival | Fipresci Award                         | Vann      |